# Лакко-Амено
Лакко-Амено (итал. Lacco Ameno) — коммуна в Италии, располагается в регионе Кампания, в провинции Неаполь.
Население составляет 4239 человек, плотность населения составляет 2120 чел./км². Занимает площадь 2,7 км². Почтовый индекс — 80076. Телефонный код — 081.
Покровителем населённого пункта считается святая Реститута. Праздник ежегодно празднуется 17 мая.